# Markwart IV van Eppenstein
Markwart IV van Eppenstein (circa 1010 - 1076) was van 1073 tot 1076 de feitelijke hertog van Karinthië, waar hij vanaf 1039 graaf was.

## Levensloop
Hij was de zoon van Adalbero van Eppenstein en Beatrix van Zwaben. In 1035 werd zijn vader Adalbero door Heilig Rooms keizer Koenraad II afgezet als hertog van Karinthië. Na de dood van zijn vader kreeg de familie in 1039 al haar geconfisqueerde eigendommen terug van keizer Hendrik III.
Hetzelfde jaar werd Markwart graaf van Karinthië en oefende een groot invloed uit in het hertogdom Karinthië. In 1073 werd hij benoemd tot hertog van Karinthië als opvolger van de afgezette Berthold van Zähringen, maar oefende de functie niet officieel uit. Zijn zoon Liutold werd hij in 1077 uiteindelijk de officiële hertog van Karinthië. Vanaf 1074 was hij ook beschermingsvoogd van het Patriarchaat Aquileja.
Hij was gehuwd met Liutbirg van Plain, de dochter van graaf Liutold van Plain. Samen hadden ze vijf kinderen.